# Pericallia pauciguttata
Pericallia pauciguttata är en fjärilsart som beskrevs av O. Schultz 1905. Pericallia pauciguttata ingår i släktet Pericallia och familjen björnspinnare. Inga underarter finns listade i Catalogue of Life.